# Портрет Александра Львовича Воинова
«Портрет Александра Львовича Воинова» — картина Джорджа Доу и его мастерской из Военной галереи Зимнего дворца.
Картина представляет собой погрудный портрет генерал-лейтенанта Александра Львовича Воинова из состава Военной галереи Зимнего дворца.
С начала Отечественной войны 1812 года генерал-лейтенант Воинов был шефом Стародубовского кирасирского полка и командовал 3-м корпусом в Дунайской армии адмирала П. В. Чичагова, действовал в Галиции против австро-саксонских войск, затем командовал 5-м корпусом в 3-й Западной армии, был контужен в сражении при Стахове. Во время Заграничного похода 1813 года отличился под Торном. Во время кампании Ста дней во главе 5-го резервного кавалерийского корпуса вновь был в походе во Францию .
Изображён в генеральском мундире, введённом для кавалерийских генералов 6 апреля 1814 года. На шее крест ордена Св. Георгия 3-й степени, по борту мундира крест ордена Св. Владимира 2-й степени; справа на груди золотой крест «За взятие Базарджика», серебряная медаль участника Отечественной войны 1812 года и звёзды орденов Св. Александра Невского и Св. Владимира 2-й степени. Подпись на раме: А. Л. Воиновъ, Генералъ Лейтенантъ.
7 августа 1820 года Комитетом Главного штаба по аттестации Воинов был включён в список «генералов, заслуживающих быть написанными в галерею». Гонорар Доу был выплачен 20 апреля 1821 года. Готовый портрет был принят в Эрмитаж 7 сентября 1825 года.

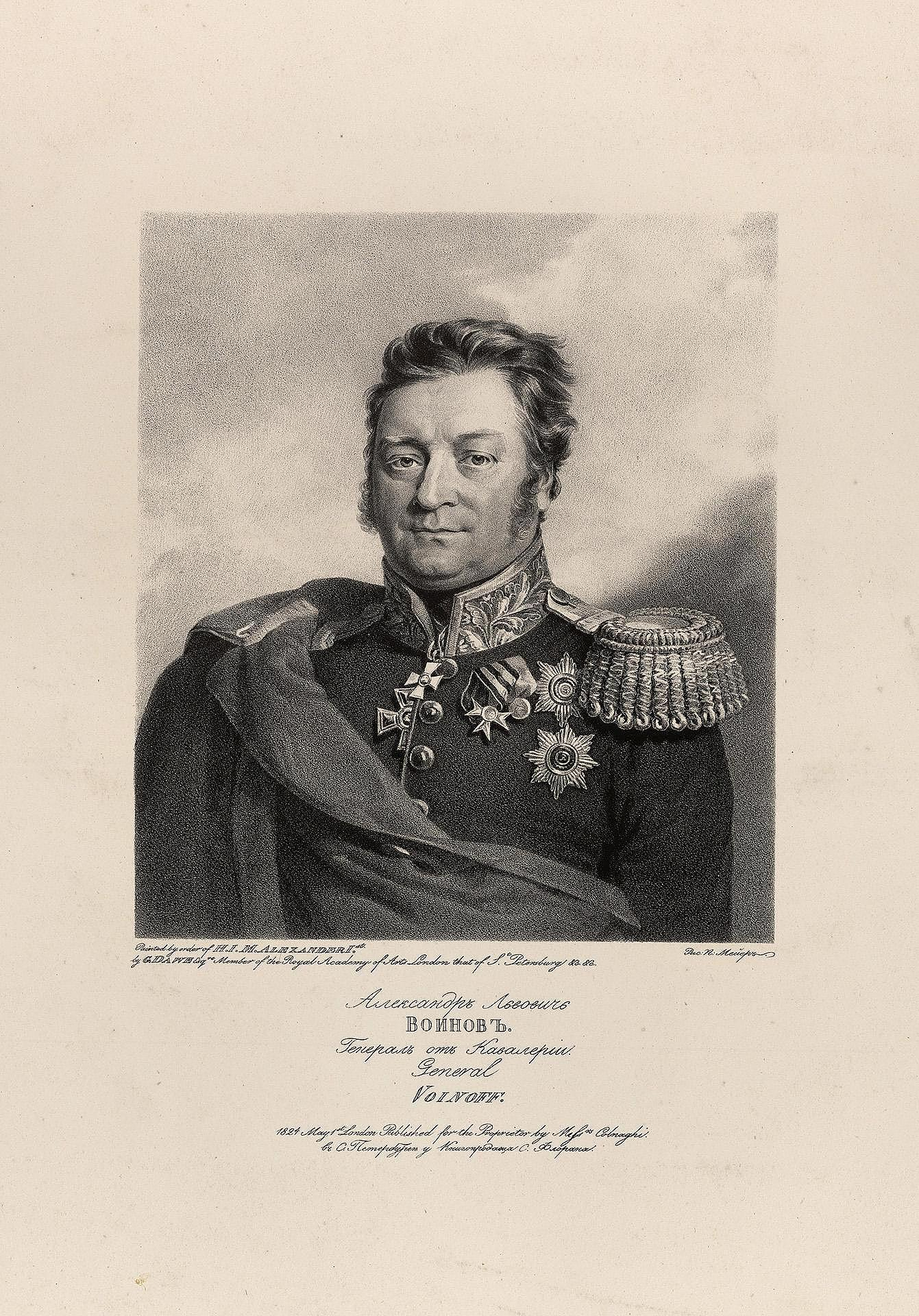
Литография П. И. Мейера по неизвестному оригиналу Доу.

В собрании Эрмитажа имеется литография П. И. Мейера, выполненная с портрета работы Доу в Лондоне по заказу петербургского книготорговца С. Флорана, на ней указана дата 1 мая 1824 года (бумага, 67 × 51,5 см, инвентарный № ЭРГ-340). В отличие от галерейного портрета на литографии при полностью повторяющемся изображении добавлена шинель, наброшенная на плечо. А. А. Подмазо делает вывод, что существовал ещё один портрет Воинова работы Доу, послуживший прототипом для литографии Мейера и современное местонахождение которого неизвестно, возможно, что этот портрет был более ранним по отношению к галерейному. Хранитель британской живописи в Эрмитаже Е. П. Ренне также считает, что литография Мейера основана на неизвестном портрете-прототипе работы Доу. Выводы Подмазо основываются на том, что в 1820—1821 году Воинов служил в Великих Луках, приезжал в Санкт-Петербург по делам службы в феврале и декабре 1820 года и в феврале 1821 года и, вероятно, в один из этих приездов нанёс визит Доу для позирования — изображение шинели, возможно, связано со временем года. Скорее всего, Доу получил официальный гонорар за этот ныне утерянный портрет. В конце 1824 года Воинов был назначен командиром Отдельного Гвардейского корпуса и переехал в столицу, соответственно он не был ограничен со временем для позирования художнику. Таким образом, получается, что галерейный портрет был написан в 1825 году, но не позже 30 августа, когда Воинов был награждён алмазными знаками к ордену Св. Александра Невского, отсутствующими на портрете.